# Гусеничный движитель

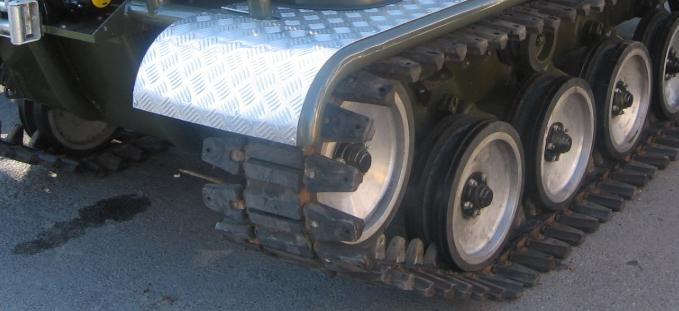
Гусеничный движитель снегоболотохода «Ухтыш»

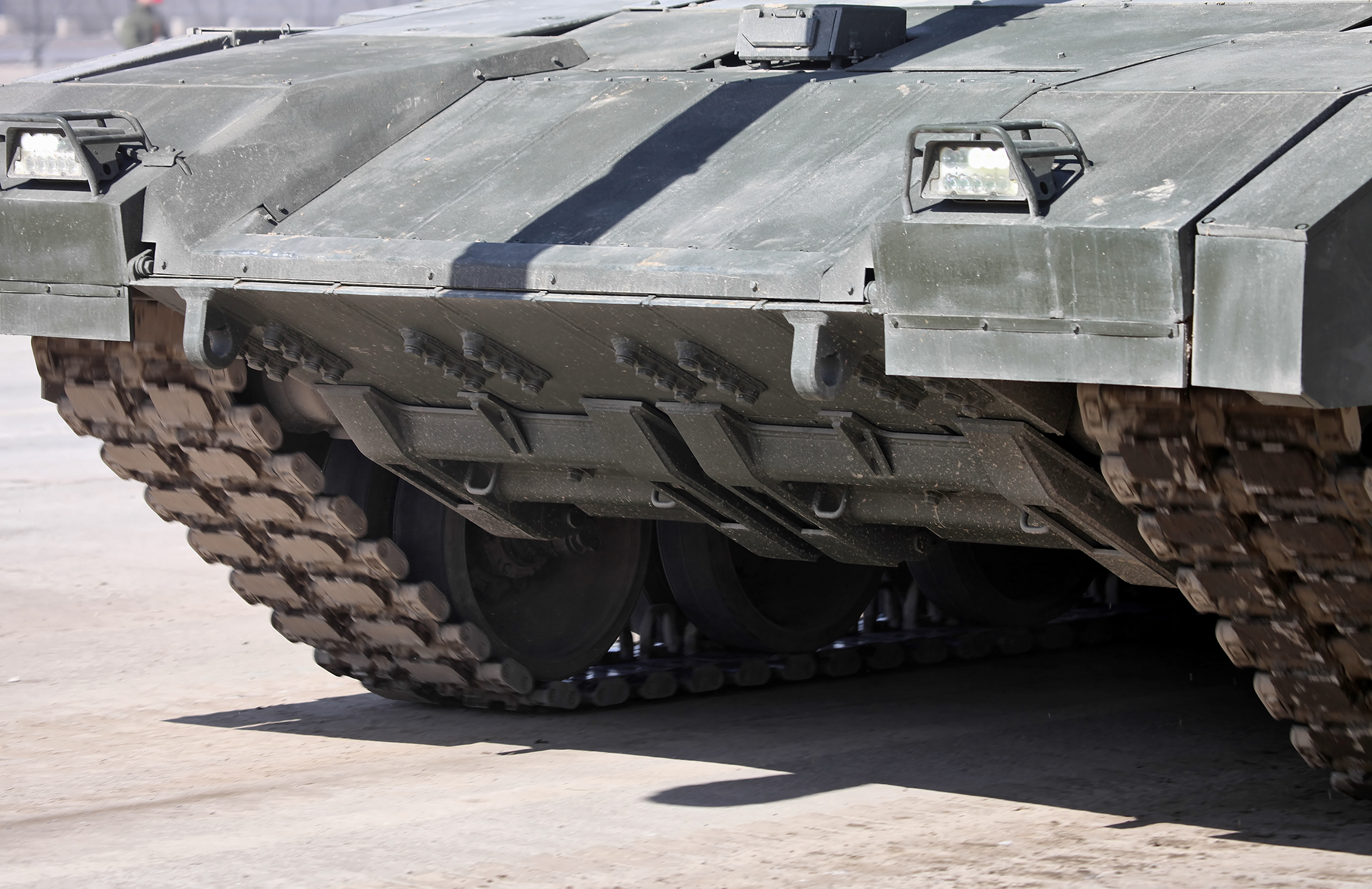
Гусеничный движитель Т-14.

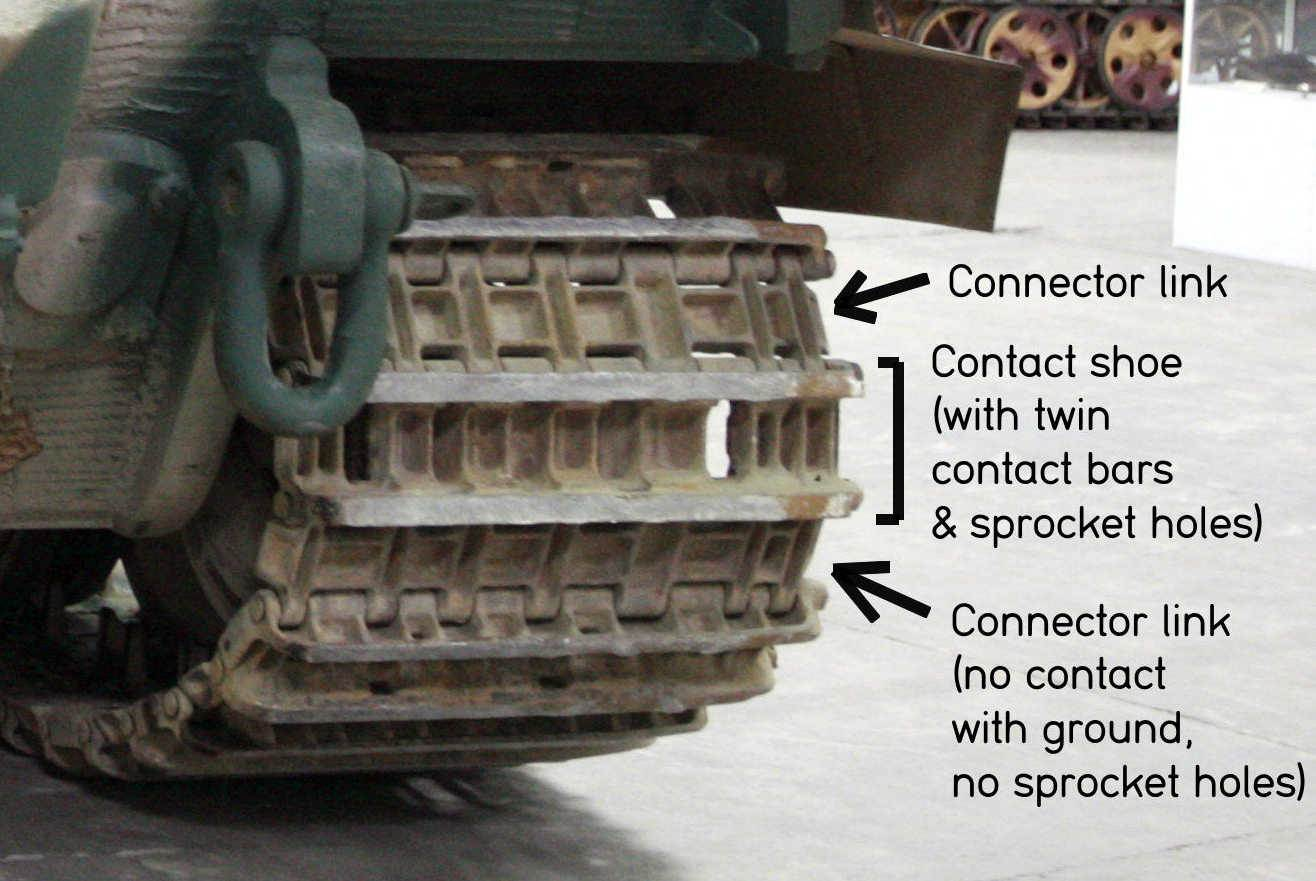
.

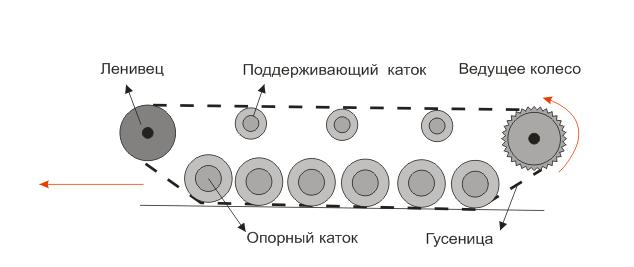
Принципиальная схема гусеничного движителя.

Гусеничный движитель — движитель самоходных машин и механизмов, в котором тяговое усилие создаётся за счёт перематывания гусеничных лент.
Гусеничный движитель обеспечивает повышенную проходимость самоходной машины (автомобиля, трактора, экскаватора и так далее). Большая площадь соприкосновения гусениц с почвой позволяет обеспечить низкое среднее давление на грунт — 11,8—118 кПа, то есть меньше давления ноги человека. Тем самым гусеничный движитель предохраняется от глубокого погружения в грунт. В литературе также встречается название — движитель с гусеничной лентой, гусеничная платформа, гусеничное шасси, гусеничный ход.

## История
В 1770 году ирландский изобретательный помещик Ричард Лоуэлл Эджуорт придумал дополнить обычный экипаж деревянными переносными рельсами – «катящейся дорогой, образуемой деревянными плашками, несомыми повозкой и выстилаемыми регулярно таким образом, что они всегда имеют соприкосновение с почвой, достаточное для движения повозки». Так появился первый прообраз гусеничного хода.
В XIX веке «непрерывную дорогу» в разных вариантах изобретали не менее десятка раз (Томас Джердман в 1801 году, Уилям Палмер в 1812 году, Джон Ричард Бари в 1821 году, Джордж Кейли в 1825 году и другие), в том числе и в России.
12 (24) марта 1837 года штабс-капитан русской армии Дмитрий Андреевич Загряжский подал в Министерство финансов ходатайство о выдаче ему патента (привлегии) на «экипаж с подвижными колеями», который построил в 1830 году. Новый ход Загряжский назвал "гусеничным", поскольку вдохновился гусеницей, ловко передвигающей свои членики-звенья. Изобретателя поражало, как крепко сцеплялась гусеница с зелёным листом.

В протоколе комиссии, рассматривавшей предложение изобретателя, говорится:
«из представленных Загряжским описания и чертежей его изобретения видно, что около каждого обыкновенного колеса, на которых катится экипаж, обводится железная цепь, натягиваемая шестиугольными колесами, находящимися впереди обыкновенного. Бока шестиугольных колёс равняются звеньям цепи, цепи сии заменяют до некоторой степени железную дорогу, представляя колесу всегда гладкую и твёрдую поверхность».
В октябре 1837 года патент был выдан.
Очень высокая пошлина (1200 рублей) за получение привилегии и отсутствие финансовой помощи не позволили Загряжскому реализовать свою задумку, а после окончания срока действия документа (1839) Загряжский его не продлял. Изобретателя по праву можно назвать одним из первопроходцев в области гусеничного хода, наряду с Василием Тертером (1839), Маклаковым (1863), штабс-капитаном Стефаном Маевским (1876).
Определённый вклад внёс и другой русский изобретатель — Фёдор Абрамович Блинов. Он получил в 1879 году «привилегию» (патент) 2245 на изобретение «вагона с бесконечными рельсами, для перевозки грузов», в котором предложил оригинальную систему поворота гусеничной повозки.

## Составные части гусеничного движителя

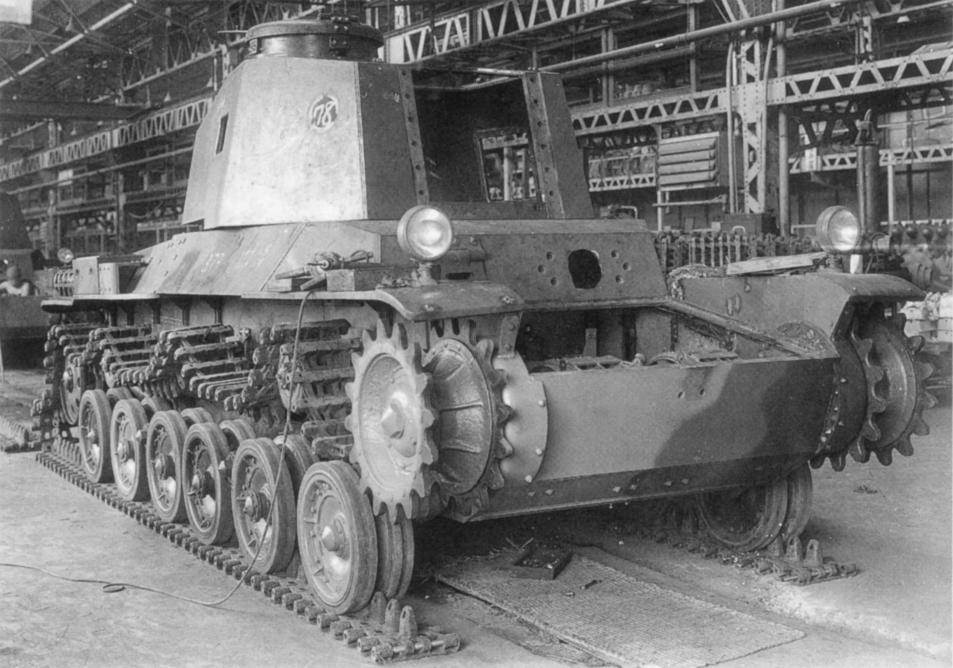
Частично собранный японский танк Чи-Ну.

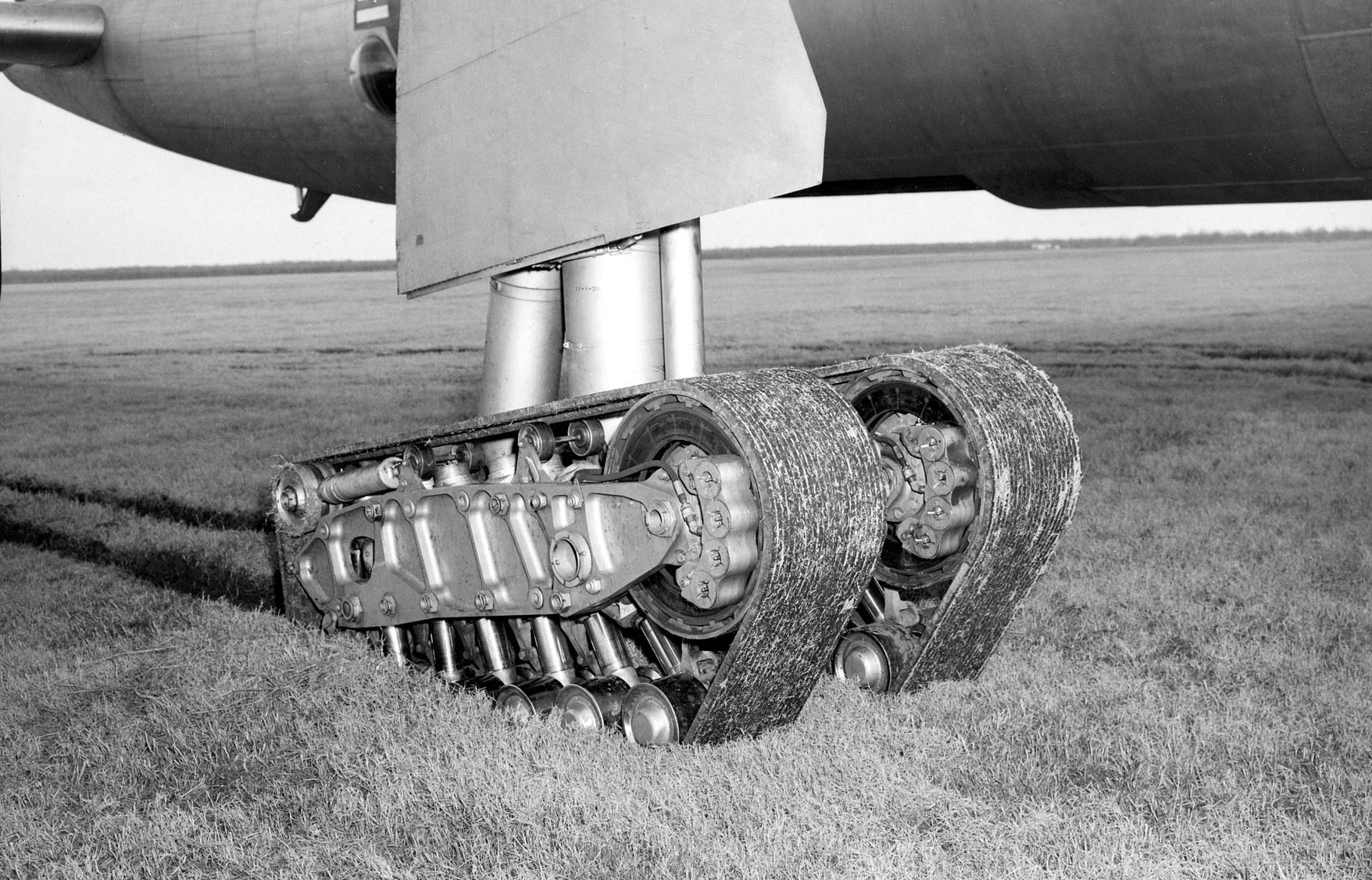
Экспериментальное гусеничное шасси для взлёта с мягкого грунта, на XB-36.

Гусеничный ход (движитель), в зависимости от машины или механизма, состоит из следующих элементов:
- Ведущее колесо;
- Гусеницы (гусеничной ленты);
- Опорные катки;
- Поддерживающие катки;
- Механизм натяжения с ленивцами.

## Виды и типы гусеничного движителя
Виды и типы гусеничного движителя:
- С поддерживающими катками, задним ведущим колесом и свободными ленивцами.
- Без поддерживающих катков с задним расположением ведущих колёс.
- С поддерживающими катками, передними ведущим колесом и несущим ленивцем.
- Без поддерживающих катков с передним ведущим колесом.

## Недостатки гусеничного движителя
Недостатки, по мнению некоторых, гусеничного движителя:
- Быстрый износ трущихся деталей (проушины, пальцы)
- Поломки траков при неравномерной нагрузке
- Попадания снега и камней между гусеницами и катками